# Альбано (субурбикарная епархия)
Альбано (лат. Sedes suburbicaria Albanensis, итал. Sede suburbicaria di Albano) — субурбикарная епархия Римской епархии.

## Список епископов
До 1962 года епископами были кардиналы с титулом этой епархии, с этого же года кардиналы имеют только титул, а функции юрисдикции над епархией относятся к юрисдикции другого епископа.

## Епископы Альбано

### Епископы Альбано
- Урсино (упоминается в 396/402);
- Романо (упоминается в 465);
- Анастасио (упоминается в 487);
- Кризогон (495—502);
- Омобоно (592—595);
- Епифан (упоминается в 649);
- Джиовенале (679—682);
- Андреа (721—732);
- Грегорий I (сенатор Тиберий/Тибуртино)(упоминается в 743);
- Лев (упоминается в 761);
- Евстасий (767—769);
- Костанцо (упоминается в 772);
- Бенедикт (упоминается в 826);
- Джованни (упоминается в 828);
  - Бенедикт (844—847) антиепископ;
- Петронацио (853—867);
- Паоло (упоминается в 869);
- Пётр (упоминается в 898);
- Грегорий II (969—985), также кардинал-епископ Остии (964—969) и Порто (985—991);
- Джованни (994—1001);
- Пьетро Мартино Боккадипорко (1004 — 31 июля 1009), избран папой римским Сергием IV;
- Теобальдо (1015—1044).

### Кардиналы-епископысубурбикарной епархии Альбано
- Бонифаций деи Конти ди Тусколо (до 1054 — после мая 1070)[1];
- Василий (около 1068—1073);
- Святой Пётр Огненный (до октября 1072 — после сентября 1089)[2];
- Оддон (или Оттон, или Отто, или Эд) (1090 — около 1096);
  - Теодорих (до 1098 — 8 сентября 1100), псевдокардинал, избран антипапой Теодорихом[3];
- Гвалтерий (или Вальтер) (1091—1101);
  - Тиберик (около 1099), псевдокардинал;
- Риккард (1101 — около 1114);
- Анастасий (1114 — около 1115);
- Лев (1115—1115);
- Витале (Ольдо Меди) (1115—1126);
- Блаженный Матвей Альбанский (октябрь 1126 — 25 декабря 1135)[4];
- Уго (1135 — январь 1136);
- Альберт (январь 1136—1142);
- Пьетро Папарески (1142—1146);
- Николас Брейкспир (1146 — 4 декабря 1154), избран Папой римским Адрианом IV;
- Гвалтерий (февраль 1159—1178/1179);
  - Джованни ди Струма (до апреля 1164 — 20 ноября 1168), избран антипапой Каликстом III (псевдокардинал)[5];
- Анри де Марси (март 1179 — 14 июля 1188);
- Альбино (май/июнь 1189 — после июля 1196)[6];
- Иоанн (апрель 1199—1210/1211);
- Джерардо Сесса (май/июнь 1211 — 22 апреля 1212);
- Пайу Галван (1212 — 30 января 1230);
  - вакантно (1230—1244);
- Пьетро да Коллемеццо (28 мая 1244 — 25 мая 1253);
  - вакантно (1253—1261);
- Рауль де Гроспарми (17 декабря 1261 — 10 августа 1270);
  - вакантно (1270—1273);
- Святой Бонавентура (3 июня 1273 — 15 июля 1274);
  - вакантно (1274—1278);
- Бентивенья де Бентивеньи (12 марта 1278 — 25 марта 1289);
  - вакантно (1289—1294);
- Берард де Гот (18 сентября 1294 — 27 июня 1297);
- Гонсало Гудьель (4 декабря 1298 — декабрь 1299);
- Леонардо Патрассо (2 марта 1300 — 7 декабря 1311), также кардинал-епископ Остии и Веллетри (25 февраля 1298 — февраль 1299);
- Арно д’О (23 декабря 1312 — 14 августа 1320);
- Виталь дю Фур (июнь 1321 — 16 августа 1327);
- Гослен де Жан (18 декабря 1327 — 3 августа 1348);
- Эли де Талейран-Перигор (4 ноября 1348 — 17 января 1364);
- Пьер Этье (4 февраля 1364 — 20 мая 1367);
- Анжелик де Гримоар (17 сентября 1367 — 13 апреля 1388);
- Никколо Бранкаччо (апрель 1388 — 29 июня 1412);
- Джордано Орсини (23 сентября 1412 — 14 марта 1431), также кардинал-епископ Сабины (14 марта 1431 — 29 мая 1438);
- Пьер де Фуа Старший (14 марта 1431 — 13 декабря 1464);
- Людовико Скарампи Меццарота (7 января 1465 — 22 марта 1465);
- Латино Орсини (7 июня 1465 — 14 октября 1468), также кардинал-епископ Фраскати (14 октября 1468 — 11 августа 1477);
- Филиппо Каландрини (14 октября 1468 — 30 августа 1471), также кардинал-епископ Порто и Санта Руфины (30 августа 1471 — 18 июля 1476);
- Родриго Борджиа (30 августа 1471 — 24 июля 1476), также кардинал-епископ Порто и Санта Руфины (24 июля 1476 — 11 августа 1492), избран папой римским Александром VI;
- Оливьеро Карафа (24 июля 1476 — 31 января 1483), также кардинал-епископ Сабины (31 января 1483 — 29 ноября 1503) и Остии и Веллетри (29 ноября 1503 — 20 января 1511);
- Жан Ла Балю (31 января 1483 — 14 марта 1491), также кардинал-епископ Палестрины (14 марта 1491 — 5 октября 1491);
- Джованни Мишель (14 марта — 10 октября 1491), также кардинал-епископ Палестрины (10 октября 1491 — 31 августа 1492) и Порто и Санта Руфины (31 августа 1492 — 10 апреля 1503);
- Жорже да Кошта (10 октября 1491 — 14 мая 1501), также кардинал-епископ Фраскати (14 мая 1501 — 10 апреля 1503) и Порто и Санта Руфины (10 апреля 1503 — 18 сентября 1508);
- Лоренцо Чибо де Мари (14 мая 1501 — 29 ноября 1503), также кардинал-епископ Палестрины (29 ноября 1503 — 21 декабря 1503);
- Рафаэль Риарио (29 ноября 1503 — 3 августа 1507), также кардинал-епископ Сабины (10 сентября 1507 — 22 сентября 1508), Порто и Санта Руфины (22 сентября 1508 — 20 января 1511) и Остии и Веллетри (20 января 1511 — 9 июля 1521);
- Бернардино Лопес де Карвахаль (3 августа 1507 — 17 сентября 1507), также кардинал-епископ Фраскати (17 сентября 1507 — 22 сентября 1508), Палестрины (22 сентября 1508 — 28 марта 1509), Сабины (28 марта 1509 — 24 октября 1511, 27 июня 1513 — 24 июля 1521) и Остии и Веллетри (24 июля 1521 — 16 декабря 1523);
- Гийом Брисонне (17 сентября 1507 — 22 сентября 1508), также кардинал-епископ Фраскати (22 сентября 1508 — 3 июня 1509) и Палестрины (3 июня 1509 — 24 октября 1511);
- Доменико Гримани (22 сентября 1508 — 3 июня 1509), также кардинал-епископ Фраскати (3 июня 1509 — 20 января 1511) и Порто и Санта Руфины (20 января 1511 — 27 августа 1523);
- Филипп де Люксембург (3 июня 1509 — 20 января 1511), также кардинал-епископ Фраскати (20 января 1511 — 2 июня 1519);
- Хайме Серра-и-Кау (20 января 1511 — 15 марта 1517);
- Франсиско де Ремолинс (16 марта 1517 — 5 февраля 1518);
- Никколо Фиески (5 февраля 1518 — 24 июля 1521), также кардинал-епископ Сабины (24 июня 1521 — 18 декабря 1523), Порто и Санта Руфины (18 декабря 1523 — 20 мая 1524) и Остии и Веллетри (20 мая 1524 — 15 июня 1524);
- Антонио Мария Чокки дель Монте (24 июля 1521 — 9 декабря 1523), также кардинал-епископ Фраскати (9 декабря 1523 — 18 декабря 1523), Палестрины (18 декабря 1523 — 20 мая 1524), Сабины (20 мая 1524 — 15 июня 1524) и Порто и Санта Руфины (15 июня 1524 — 20 сентября 1533;
- Пьетро Аккольти (9 декабря 1523 — 20 мая 1524), также кардинал-епископ Палестрины (20 мая 1524 — 15 июня 1524) и Сабины (15 июня 1524 — 12 декабря 1532);
- Лоренцо Пуччи (15 июня 1524 — 24 июля 1524), также кардинал-епископ Палестрины (24 июля 1524 — 16 сентября 1531);
- Джованни Пикколомини (24 июля 1524 — 22 сентября 1531), также кардинал-епископ Палестрины (22 сентября 1531 — 26 сентября 1533), Порто и Санта Руфины (26 сентября 1533 — 26 февраля 1535) и Остии и Веллетри (26 февраля 1535 — 21 ноября 1537);
- Джованни Доменико де Купис (22 сентября 1531 — 16 декабря 1532), также кардинал-епископ Сабины (16 декабря 1532 — 26 февраля 1535), Порто и Санта Руфины (26 февраля 1535 — 28 ноября 1537) и Остии и Веллетри (28 ноября 1537 — 10 декабря 1553);
- Андреа Делла Валле (21 апреля 1533 — 12 декабря 1533), также кардинал-епископ Палестрины (12 декабря 1533 — 13 августа 1534);
- Бонифачо Ферреро (12 декабря 1533 — 5 сентября 1534), также кардинал-епископ Палестрины (5 сентября 1534 — 26 февраля 1535), Сабины (26 февраля 1535 — 28 ноября 1537) и Порто и Санта Руфины (28 ноября 1537 — 2 января 1543);
- Лоренцо Кампеджо (5 сентября 1534 — 26 февраля 1535), также кардинал-епископ Палестрины (26 февраля 1535 — 28 ноября 1537) и Сабины (28 ноября 1537 — 25 июля 1539);
- Маттеус Ланг фон Велленбург (26 февраля 1535 — 30 марта 1540);
- Алессандро Чезарини старший (31 мая 1540 — 14 ноября 1541), также кардинал-епископ Палестрины (14 ноября 1541 — 13 февраля 1542);
- Франческо Корнаро (14 ноября 1541 — 15 февраля 1542), также кардинал-епископ Палестрины (15 февраля 1542 — 26 сентября 1543);
- Антонио Пуччи (15 февраля 1542 — 8 января 1543), также кардинал-епископ Сабины (8 января 1543 — 12 октября 1544);
- Джованни Сальвиати (8 января 1543 — 17 октября 1544), также кардинал-епископ Сабины (17 октября 1544 — 8 октября 1546) и Порто и Санта Руфины (8 октября 1546 — 28 октября 1553);
- Джанпьетро Караффа (17 октября 1544 — 8 октября 1546), также кардинал-епископ Сабины (8 октября 1546 — 28 февраля 1550), Фраскати (28 февраля 1550 — 29 ноября 1553), Порто и Санта Руфины (29 ноября 1553 — 11 декабря 1553) и Остии и Веллетри (11 декабря 1553 — 23 мая 1555), избран папой римским Павлом IV;
- Эннио Филонарди (8 октября 1546 — 19 декабря 1549);
- Жан дю Белле (28 февраля 1550 — 29 ноября 1553), также кардинал-епископ Фраскати (29 ноября 1553 — 11 декабря 1553), Порто и Санта Руфины (11 декабря 1553 — 29 мая 1555) и Остии и Веллетри (29 мая 1555 — 16 февраля 1560);
- Родольфо Пио ди Карпи (29 ноября 1553 — 11 декабря 1553), также кардинал-епископ Фраскати (11 декабря 1553 — 29 мая 1555), Порто и Санта Руфины (29 мая 1555 — 18 мая 1562) и Остии и Веллетри (18 мая 1562 — 2 мая 1564);
- Хуан Альварес де Толедо (11 декабря 1553 — 29 мая 1555), также кардинал-епископ Фраскати (29 мая 1555 — 15 сентября 1557);
- Франческо Пизани (29 мая 1555 — 20 сентября 1557), также кардинал-епископ Фраскати (20 сентября 1557 — 18 мая 1562), Порто и Санта Руфины (18 мая 1562 — 12 мая 1564) и Остии и Веллетри (12 мая 1564 — 28 июня 1570);
- Педро Пачеко де Вильена (20 сентября 1557 — 5 марта 1560);
- Джованни Джироламо Мороне (13 марта 1560 — 10 марта 1561), также кардинал-епископ Сабины (10 марта 1561 — 18 мая 1562), Палестрины (18 мая 1562 — 12 мая 1564), Фраскати (12 мая 1564 — 7 февраля 1565), Порто и Санта Руфины (7 февраля 1565 — 3 июля 1570) и Остии и Веллетри (3 июля 1570 — 1 декабря 1580);
- Кристофоро Мадруццо (14 апреля 1561 — 18 мая 1562), также кардинал-епископ Сабины (18 мая 1562 — 12 мая 1564), Палестрины (12 мая 1564 — 3 июля 1570) и Порто и Санта Руфины (3 июля 1570 — 5 июля 1578);
- Отто Трухсесс фон Вальдбург (18 мая 1562 — 12 апреля 1570), также кардинал-епископ Сабины (12 апреля 1570 — 3 июля 1570) и Палестрины (3 июля 1570 — 2 апреля 1573);
- Джулио делла Ровере (12 апреля — 3 июля 1570), также кардинал-епископ Сабины (3 июля 1570 — 8 апреля 1573) и Палестрины (8 апреля 1573 — 3 сентября 1578);
- Джованни Риччи (3 июля 1570 — 8 апреля 1573), также кардинал-епископ Сабины (8 апреля 1573 — 3 мая 1574);
- Шипьоне Ребиба (8 апреля 1573 — 5 мая 1574), также кардинал-епископ Сабины (5 мая 1574 — 23 июля 1577);
- Фульвио Джулио делла Корнья (5 мая 1574 — 5 декабря 1580), также кардинал-епископ Порто и Санта Руфины (5 декабря 1580 — 2 марта 1583);
- Джованни Франческо Гамбара (5 декабря 1580 — 4 марта 1583), также кардинал-епископ Палестрины (4 марта 1583 — 5 мая 1587);
- Альфонсо Джезуальдо ди Конца (4 марта 1583 — 2 декабря 1587), также кардинал-епископ Фраскати (2 декабря 1587 — 2 марта 1589), Порто и Санта Руфины (2 марта 1589 — 20 марта 1591) и Остии и Веллетри (20 марта 1591 — 14 февраля 1603);
- Толомео Галльо ди Комо (2 декабря 1587 — 2 марта 1589), также кардинал-епископ Сабины (2 марта 1589 — 20 марта 1591), Фраскати (20 марта 1591 — 21 февраля 1600), Порто и Санта Руфины (21 февраля 1600 — 19 февраля 1603) и Остии и Веллетри (19 февраля 1603 — 3 февраля 1607);
- Просперо Сантакроче (2 марта 1589 — 2 октября 1589);
- Габриэле Палеотти (8 ноября 1589 — 20 марта 1591), также кардинал-епископ Сабины (20 марта 1591 — 23 июля 1597);
- Микеле Бонелли (20 марта 1591 — 28 марта 1598);
- Джироламо Рустикуччи (30 марта 1598 — 21 февраля 1600), также кардинал-епископ Сабины (21 февраля 1600 — 19 февраля 1603) и Порто и Санта Руфины (19 февраля 1603 — 14 июня 1603);
- Джироламо Симончелли (21 февраля 1600 — 24 апреля 1600), также кардинал-епископ Фраскати (24 апреля 1600 — 16 июня 1603) и Порто и Санта Руфины (16 июня 1603 — 24 февраля 1605);
- Педро де Деса Мануэль (23 апреля 1600 — 27 августа 1600);
- Алессандро Оттавиано Медичи (30 августа 1600 — 17 июня 1602), также кардинал-епископ Палестрины (17 июня 1602 — 1 апреля 1605), избран Папой римским Львом XI;
- Симеоне Тальявиа д’Арагона (17 июня 1602 — 19 февраля 1603), также кардинал-епископ Сабины (19 февраля 1603 — 20 мая 1604);
- Доменико Пинелли (19 февраля 1603 — 16 июня 1603), также кардинал-епископ Фраскати (16 июня 1603 — 1 июня 1605), Порто и Санта Руфины (1 июня 1605 — 7 февраля 1607) и Остии и Веллетри (7 февраля 1607 — 9 августа 1611);
- Джироламо Бернерио (16 июня 1603 — 7 февраля 1607), также кардинал-епископ Порто и Санта Руфины (7 февраля 1607 — 5 августа 1611);
- Антонио Мария Саули (7 февраля 1607 — 17 августа 1611), также кардинал-епископ Сабины (17 августа 1611 — 16 сентября 1615), Порто и Санта Руфины (16 сентября 1615 — 6 апреля 1620) и Остии и Веллетри (6 апреля 1620 — 24 августа 1623);
- Паоло Эмилио Сфондрати (17 августа 1611 — 14 февраля 1618);
- Франческо Сфорца (5 марта 1618 — 6 апреля 1620), также кардинал-епископ Фраскати (6 апреля 1620 — 27 сентября 1623) и Порто и Санта Руфины (27 сентября 1623 — 9 сентября 1624);
- Алессандро Дамашени Перетти ди Монтальто (6 апреля 1620 — 2 июня 1623);
- Джованни Баттиста Дэти (7 июня 1623 — 2 марта 1626), также кардинал-епископ Фраскати (2 марта 1626 — 9 сентября 1626), Порто и Санта Руфины (9 сентября 1626 — 20 августа 1629) и Остии и Веллетри (20 августа 1629 — 13 июля 1630);
- Андреа Барони Перетти Монтальто (2 марта 1626 — 14 апреля 1627), также кардинал-епископ Палестрины (16 сентября 1624 — 2 марта 1626) и Фраскати (14 апреля 1627 — 4 августа 1629);
- Карло Эммануэле Пио ди Савойя (14 апреля 1627 — 15 июля 1630), также кардинал-епископ Порто и Санта Руфины (15 июля 1630 — 28 марта 1639) и Остии и Веллетри (28 марта 1639 — 1 июня 1641);
- Гаспар де Борха-и-Веласко (15 июля 1630 — 28 декабря 1645);
- Бернардино Спада (19 февраля 1646 — 29 апреля 1652), также кардинал-епископ Фраскати (29 апреля 1652 — 23 сентября 1652), Сабины (23 сентября 1652 — 11 октября 1655) и Палестрины (11 октября 1655 — 10 ноября 1661);
- Федерико Корнер младший (29 апреля 1652 — 5 июня 1653);
- Марцио Джинетти (9 июня 1653 — 2 июля 1663), также кардинал-епископ Сабины (2 июля 1663 — 11 октября 1666) и Порто и Санта Руфины (11 октября 1666 — 1 марта 1671);
- Джованни Баттиста Мария Паллотта (2 июля 1663 — 11 октября 1666), также кардинал-епископ Фраскати (11 октября 1666 — 22 января 1668);
- Ульдерико Карпенья (11 октября 1666 — 18 марта 1671), также кардинал-епископ Фраскати (18 марта 1671 — 28 января 1675) и Порто и Санта Руфины (28 января 1675 — 24 января 1679);
- Вирджинио Орсини (18 марта 1671 — 28 января 1675), также кардинал-епископ Фраскати (28 января 1675 — 21 августа 1676);
- Джироламо Гримальди-Каваллерони (28 января 1675 — 4 ноября 1685);
- Флавио Киджи старший (18 марта 1686 — 19 октября 1689), также кардинал-епископ Порто и Санта Руфины (19 октября 1689 — 13 сентября 1693);
- Эммануэль де Буйон (19 октября 1689 — 21 июля 1698), также кардинал-епископ Порто и Санта Руфины (21 июля 1698 — 15 декабря 1700) и Остии и Веллетри (15 декабря 1700 — 2 марта 1715);
- Сезар д’Эстре (15 сентября 1698 — 18 декабря 1714);
- Фердинандо д’Адда (21 января 1715 — 29 января 1719);
- Фабрицио Паолуччи (8 февраля 1719 — 12 июня 1724), также кардинал-епископ Порто и Санта Руфины (12 июня 1724 — 19 ноября 1725) и Остии и Веллетри (19 ноября 1725 — 12 июня 1726);
- Джакомо Бонкомпаньи (12 июня 1724 — 24 марта 1731);
- Лодовико Пико делла Мирандола (9 апреля 1731 — 29 августа 1740), также кардинал-епископ Порто и Санта Руфины (29 августа 1740 — 10 августа 1743);
- Пьетро Луиджи Карафа (16 сентября 1740 — 15 ноября 1751), также кардинал-епископ Порто и Санта Руфины (15 ноября 1751 — 9 апреля 1753) и Остии и Веллетри (9 апреля 1753 — 15 декабря 1755);
- Джованни Баттиста Спинола (15 ноября 1751 — 20 августа 1752);
- Франческо Шипионе Мария Боргезе (25 сентября 1752 — 12 февраля 1759), также кардинал-епископ Порто и Санта Руфины (12 февраля 1759 — 21 июня 1759);
- Карло Альберто Гвидобоно Кавалькини (12 февраля 1759 — 16 мая 1763), также кардинал-епископ Остии и Веллетри (16 мая 1763 — 7 марта 1774);
- Фабрицио Сербеллони (16 мая 1763 — 18 апреля 1774), также кардинал-епископ Остии и Веллетри (18 апреля 1774 — 7 декабря 1775);
- Франсуа Иоаким Пьер де Берни (18 апреля 1774 — 3 ноября 1794);
- Луиджи Валенти Гонзага (1 июня 1795 — 3 августа 1807), также кардинал-епископ Порто и Санта Руфины (3 августа 1807 — 29 декабря 1808);
- Антонио Дуньяни (3 августа 1807 — 8 марта 1816), также кардинал-епископ Порто и Санта Руфины (8 марта 1816 — 19 октября 1818);
- Микеле Ди Пьетро (8 марта 1816 — 29 мая 1820), также кардинал-епископ Порто и Санта Руфины (29 мая 1820 — 2 июля 1821);
- Пьерфранческо Галеффи (29 мая 1820 — 5 июля 1830), также кардинал-епископ Порто и Санта Руфины и Чивитавеккьи (5 июля 1830 — 18 июня 1837);
- Джованни Франческо Фальцакаппа (5 июля 1830 — 22 ноября 1839), также кардинал-епископ Порто и Санта Руфины и Чивитавеккьи (22 ноября 1839 — 18 ноября 1840);
- Джакомо Джустиниани (22 ноября 1839 — 4 февраля 1843);
- Пьетро Остини (13 апреля 1843 — 4 марта 1849);
- Костантино Патрици Наро † (20 апреля 1849 — 17 декабря 1860 — назначен кардиналом-епископом Порто и Санта Руфины;
- Лодовико Альтьери † (17 декабря 1860 — 11 августа 1867, до смерти);
- Камилло ди Пьетро † (20 сентября 1867 — 12 марта 1877 — назначен кардиналом-епископом Порто и Санта Руфины;
- Карло Луиджи Морикини † (12 марта 1877 — 26 апреля 1879, до смерти);
- Густав Адольф фон Гогенлоэ-Шиллингсфюрст † (12 мая 1879 — декабрь 1883, в отставке);
- Раффаэле Монако Ла Валлетта † (24 марта 1884 — 24 марта 1889 — назначен кардиналом-епископом Остии и Веллетри);
- Лючидо Мария Парокки † (24 мая 1889 — 30 ноября 1896 — назначен кардиналом-епископом Порто и Санта Руфины;
- Исидоро Верга † (30 ноября 1896 — 10 августа 1899, до смерти);
- Антонио Альярди † (14 декабря 1899 — 19 марта 1915, до смерти);
- Дженнаро Гранито Пиньятелли ди Бельмонте † (6 декабря 1915 — 16 февраля 1948, до смерти);
- Джузеппе Пиццардо † (21 июня 1948 — 17 ноября 1966 — стал титулярным епископом).

### Кардиналы-епископыс титулом Альбано
- Джузеппе Пиццардо † (17 ноября 1966 — 1 августа 1970, до смерти);
- Григорий-Пётр XV Агаджанян † (22 октября 1970 — 16 мая 1971, до смерти);
- Луиджи Тралья † (15 марта 1972 — 22 ноября 1977, до смерти);
- Франческо Карпино † (27 января 1978 — 5 октября 1993, до смерти);
- Анджело Содано (10 января 1994 — 27 мая 2022, до смерти);
  - вакансия (2022—2025);
- Роберт Фрэнсис Превост (6 февраля — 8 мая 2025 — избран папой римским Львом XIV);
- Луис Антонио Гоким Тагле (25 мая 2025 — по настоящее время).

### Епископы Альбано
- Раффаэле Макарио † (29 ноября 1966 — 11 июня 1977, в отставке);
- Гаэтано Боничелли (11 июня 1977 — 28 октября 1981 — назначен Военным ординарием Италии);
- Данте Бернини (8 апреля 1982 — 13 ноября 1999, в отставке);
- Агостино Валлини (13 ноября 1999 — 27 мая 2004 — назначен префектом Верховного Трибунала Апостольской Сигнатуры);
- Марчелло Семераро (1 октября 2004 — 15 октября 2020 — назначен префектом Конгрегации по канонизации Святых);
- Винченцо Вива (11 июня 2023 — по настоящее время).

## Статистика
Епархию в конце 2014 года населяло 515.885 человек, из них 480.000 католиков, что составляет 95 % от общего числа жителей. Численность населения стремительно растет из-за роста населения города Рима за пределами кольцевой дороги.